# Remington Model 700
Remington Model 700 é a designação uma série de rifles de fogo central por ação de ferrolho fabricados pela Remington Arms desde 1962. É um desenvolvimento das séries de rifles Remington 721 e 722, que foram introduzidas em 1948. Os rifles de precisão M24 e M40, usados pelo Exército dos EUA o USMC, respectivamente, são baseados no projeto do Model 700.
Os fuzis Remington série 700 geralmente vêm com um carregador interno de 3, 4 ou 5 cartuchos, dependendo do calibre da câmara, alguns dos quais com uma alça na base do caregados para desengate rápido e outros sem essa alça. De 1978 a 1982, a Remington ofereceu o modelo "Sportsman 78", que é o mesmo modelo 700 só que com acabamento mais barato, como coronha de madeira lisa sem o acabamento serrilhado.O "Sportsman 78" não foi incluído no recall que afetou o sistema de gatilhos. O rifle também pode ser encomendado com um carregador destacável. O Model 700 está disponível em diversas configurações de coronha, cano e calibre, com muitas variantes pós-mercado e de terceiros, baseadas na mesma estrutura e funcionamento.

## Desenvolvimento
Após a Segunda Guerra Mundial, o engenheiro da Remington Arms, Mike Walker, começou a projetar alternativas de menor custo para o Model 30, o que resultou no Model 721. Eles usavam um receptor cilíndrico produzido a partir de barras cilíndricas que podiam ser produzidas em um torno, em vez de usinadas em uma série de operações de desbaste, o que reduziu significativamente o custo de produção. Além disso, pequenas peças de metal, foram estampadas, e as coronhas não tinham acabamentos tão sofisticados quanto os modelos mais antigos. Novos desenvolvimentos no mecanismo de ação básica do 721, sob a direção de Walker, produziram o Modelo 722 e o Modelo 725 e, finalmente, em 1962, o Model 700.
Walker procurou aumentar a precisão dos rifles, utilizando tolerâncias rigorosas na câmara e no cano, diminuido a folga entre esses dois elementos e diminuido o espaço para que o projétil atingisse o estriamento do cano ao sair da câmara. Como no 721 anterior, o mecanismo de ação do Remington 700 foi projetado para produção em massa. A Remington produziu inicialmente duas variantes do modelo 700, o ADL e o BDL, em rifles de ação longa e curta que permitiram a utilização de diferentes cartuchos. Em 1969, a Remington introduziu várias atualizações para o rifle, incluindo uma cobertura mais longa para o ferrolho, e um melhor acabamento, tanto para o ferrolho quanto para a coronha. Quatro anos depois, começou a produção de versões canhotas do rifle, para competir com o Savage Model 110, que naquele momento era o único rifle de destaque fabricado com uma variante canhota. Outras versões do rifle, incluindo o receptor de titânio o 700ti, o 700 SPS (que substituiu o ADL em 2005) e o CDL foram introduzidos desde então. Além de seu desenvolvimento como um rifle de caça, o Modelo 700 também forneceu a base para rifles de precisão militares e policiais, começando com o rifle M40 em 1966, inicialmente encomendado pelo Corpo de Fuzileiros Navais dos Estados Unidos. O Exército dos EUA adotou o M24 Sniper Weapon System em 1986.

## Variantes
- Model 700 Standard
- Model 700P Police
- Model 700 Military version

## Usuários
- Austrália: New South Wales Police Force State Protection Group[4]
- Canadá: Royal Canadian Mounted Police (RCMP).[5]
- China: Polícia Armada do Povo[6]
- Indonésia: Komando Pasukan Katak (Kopaska), Komando Pasukan Khusus (Kopassus)[7]
- Israel: Polícia de Israel, Forças de Defesa de Israel[8]
- Malásia: Pasukan Gerakan Khas (PGK).[9]
- Nova Zelândia
- Nicarágua
- Filipinas: Philippine Marine Corps (PMC).[10]
- Sérvia
- Serra Leoa: Sierra Leone Police[11]
- Coreia do Sul
- Tailândia
- Estados Unidos: U.S. Border Patrol,[12] United States Marine Corps, United States Navy, United States Army.[13]
- Vietname

### Bilbiografia
- Van Zwoll, Wayne (2012). Gun Digest Shooter's Guide to Rifles. Iola: Gun Digest Books. ISBN 978-1440230721
- De Haas, Frank (1971). Bolt Action Rifles. Northfield: DBI Books. ISBN 0-695-80220-8